# Tank Girl (película)
Tank Girl es una película estadounidense de ciencia ficción de 1995 dirigida por Rachel Talalay. Basada en la serie de cómic del mismo nombre creada por Jamie Hewlett y escrita por Alan Martin que se publicó originalmente en la revista Deadline, la película está protagonizada por Lori Petty, Naomi Watts, Ice-T y Malcolm McDowell. Tank Girl se desarrolla en una Australia devastada por la sequía, años después de un catastrófico impacto astronómico. La historia sigue a la antiheroina Tank Girl (Petty) mientras ella, Jet Girl (Watts), y unos supersoldados genéticamente modificados conocidos como los Rippers luchan contra «Water & Power», una corporación opresiva dirigida por Kesslee (McDowell).
Después de leer un número de Tank Girl que recibió como obsequio, Talalay obtuvo el permiso del editor de Deadline, Tom Astor, para dirigir la adaptación cinematográfica. Seleccionó a Catherine Hardwicke como diseñadora de producción, y trabajó estrechamente con Martin y Hewlett durante la realización de la película. Tank Girl se filmó principalmente en White Sands, Nuevo México, y Tucson, Arizona. La cantante Courtney Love fue la encargada de coordinar la banda sonora de la película, mientras que el equipo de maquillaje y prótesis para los Rippers estuvo encabezado por Stan Winston. El estudio de Winston quería trabajar tanto en el proyecto que redujeron sus precios habituales a la mitad para cumplir con el presupuesto de la película.
Tank Girl recaudó solamente 6 millones USD contra un presupuesto de 25 millones USD y recibió reseñas variadas por parte de la crítica. Desde entonces, Martin y Hewlett han hablado negativamente con respecto a sus experiencias al crear la película. Talalay culpó de parte de la recepción negativa de la película a las ediciones hechas en el estudio sobre las que no tenía control. A pesar del fracaso de taquilla, la película logró un seguimiento de culto y se destacó por su temática feminista.

## Argumento
En el año 2033, después de una sequía global de una década a raíz de un cometa que golpeó la Tierra, la poca agua restante está controlada por Kesslee (Malcolm McDowell) y su corporación «Water & Power» (W&P), que somete a la población monopolizando el suministro de agua. Rebecca Buck, conocida como «Tank Girl» (Lori Petty), es miembro de una comuna en el interior de Australia que opera el último pozo de agua no controlado por la corporación. Durante un ataque a la comuna, las tropas de W&P asesinan al novio de Tank Girl, Richard (Brian Wimmer), y la capturan junto a su joven amiga Sam (Stacy Linn Ramsower). En lugar de matarla, Kesslee esclaviza y tortura a la desafiante Tank Girl. Jet Girl (Naomi Watts), una talentosa pero introvertida mecánica a reacción que dejó de intentar escapar de W&P, insta a Tank Girl a causar menos problemas a sus captores, aunque esta se niega. Entre otras formas de tortura, el personal de W&P la empuja hacia abajo en una tubería larga para inducirle claustrofobia.
Los misteriosos Rippers matan a los guardias en el complejo de W&P y luego escapan. Kesslee usa a Tank Girl para atraer a los Rippers, pero estos lo lastiman gravemente. Tank Girl y Jet Girl escapan durante el ataque. Jet Girl roba un avión de combate de W&P y Tank Girl roba un tanque, que modifica en gran medida. Las chicas se enteran por la excéntrica Sub Girl (Ann Cusack) que Sam está trabajando en un club de sexo llamado Liquid Silver. Se infiltran en el club, rescatan a Sam de un pedófilo, llamado Rat Face (Iggy Pop), y luego humillan a la dueña del club, «The Madame» (Ann Magnuson), al hacerle cantar el tema de Cole Porter, «Let's Do It, Let's Fall in Love», a punta de pistolas. Las tropas de W&P interrumpen la actuación y secuestran a Sam. Tank Girl y Jet Girl vagan por el desierto y encuentran el escondite de los Rippers. Las chicas se enteran de que los Rippers son supersoldados creados a partir de ADN humano y  canguro por un hombre conocido como Johnny Prophet. Tank Girl se hace amiga de un Ripper llamado Booga (Jeff Kober), mientras que otro llamado Donner (Scott Coffey) muestra un interés romántico en Jet Girl. A pesar de las objeciones del Ripper T-Saint (Ice-T), que sospecha de las chicas, su líder, Deetee (Reg E. Cathey), envía a la pareja a capturar un cargamento de armas. Las chicas traen las cajas, aunque la mayoría están vacías. Después de encontrar a Johnny Prophet muerto en uno de los contenedores, las chicas y los Rippers se dan cuenta de que W&P los ha engañado.
Las chicas y los Rippers se cuelan en W&P, donde son emboscados. Kesslee, cuyo cuerpo ha sido reconstruido por el cirujano cibernético Che'tsai (James Hong), revela que Tank Girl sin saberlo tenía un micrófono escondido. Deetee se sacrifica dañando el generador, y en la oscuridad los Rippers cambian el rumbo de la batalla. Jet Girl mata al sargento Small (Don Harvey), quien antes la había acosado sexualmente. Kesslee revela que Sam está en la tubería y su vida corre peligro por la subida del agua. Tank Girl mata a Kesslee y luego libera a Sam de la tubería. La película termina con una secuencia animada que muestra que el agua comienza a fluir libremente. Tank Girl conduce por los rápidos, arrastrando a Booga en esquís acuáticos, luego los lleva a una cascada, gritando de alegría.

## Reparto
- Lori Petty - Tank Girl
- Ice-T - T-Saint
- Naomi Watts - Jet Girl
- Don Harvey - Sargento Small
- Malcolm McDowell - Kesslee
- Jeff Kober - Booga
- Reg E. Cathey - Deetee
- Scott Coffey - Donner
- Stacy Linn Ramsower - Sam
- Ann Cusack - Sub Girl
- Brian Wimmer - Richard

## Temática

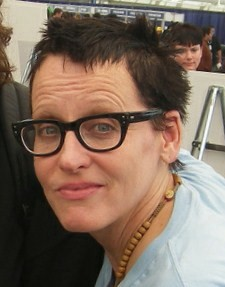
Lori Petty, que interpretó al personaje principal de Tank Girl, en 2008

En el libro de 1997 Trash Aesthetics: Popular Culture and Its Audience, Deborah Cartmell afirmó que si el cómic mostraba a Tank Girl como «poco heroica o incluso [una] antiheroina accidental», la película la presenta con justificaciones emocionales y morales «clásicas del oeste genérico» para su liberación y venganza contra W&P, ya que es testigo de la masacre de su novio y su «fiel corcel». También observa cómo secuestran a uno de los niños de la comuna, y ella misma es capturada y esclavizada. Cartmell también comenta que Tank Girl comparte paralelismos con otros «íconos "posfeministas" contemporáneos», ya que muestra la sexualidad femenina dominante y una «familiaridad y frialdad de los modos de sexualidad "prohibidos"», como la masturbación, el sadomasoquismo y el lesbianismo.
En su libro de 2006 The Modern Amazons: Warrior Women On-Screen, Dominique Mainon escribió que la película tiene una temática contraria a lo establecido y, a diferencia de muchas adaptaciones de cómics que presentan una «objetivación sexual gratuita» de las mujeres, Tank Girl se destaca por ser «estridentemente feminista», con la excepción del «complejo cliché víctima v/s vengador». Según Mainon, la película se burla de los estereotipos femeninos, como lo demuestra la repetida castración de Kesslee por parte de Tank Girl con ingeniosos comentarios durante la tortura, y su respuesta al dispositivo de entrenamiento informático que le dice cómo presentarse ante los hombres en el club Liquid Silver. El dispositivo proporciona ropa seductora y le dice a Tank Girl que se quite el vello corporal y se ponga maquillaje y una peluca. Tank Girl ignora por completo los consejos y modifica la ropa para crear su propio estilo.
En el libro de 2011 Cult Cinema, Ernest Mathijs y Jamie Sexton discutieron la cuestión de si las películas de culto que pretendían ser feministas eran verdaderamente feministas o «en parte, el efecto de la presentación de sus actitudes». Los autores consideran a Tank Girl como una «película de culto feminista "real"», a diferencia de las películas de culto feministas de Kathryn Bigelow y Catherine Hardwicke, que consideran demasiado masculinas y ansiosas por atender a la «hetero-normatividad», respectivamente.

## Producción

### Preproducción
En 1988, aproximadamente un año después del lanzamiento del cómic Tank Girl en la revista británica Deadline, su editor, Tom Astor, comenzó a buscar un estudio interesado en realizar una adaptación cinematográfica. Si bien varios estudios, entre ellos New Line Cinema, expresaron interés, el proceso fue lento.La hijastra de Rachel Talalay le obsequió un número de Tank Girl para que lo leyera mientras filmaba su primera película, Freddy's Dead: The Final Nightmare (1991). Talalay leyó el cómic entre tomas y se interesó en dirigir una película de Tank Girl. Se puso en contacto con Astor y, tras no recibir respuesta alguna durante casi un año, estuvo a punto de renunicar hasta que el editor le otorgó el permiso para hacer la película. Talalay presentó la película ante Amblin Entertainment y Columbia Pictures; ambos la rechazaron. Talalay rechazó una oferta por parte de Disney, ya que no creía que el estudio permitiera los niveles de violencia y las referencias sexuales que requería la trama. Finalmente, se aceptó una oferta por parte de MGM.Talalay trabajó estrechamente con los creadores de Tank Girl, Alan Martin y Jamie Hewlett, durante la producción de la película, y seleccionó a Catherine Hardwicke como diseñadora de producción. El estudio no estaba contento con Hardwicke, quien era relativamente desconocida en ese momento, y Talalay tuvo que reunirse con los productores para persuadirlos de que permitieran que Hardwicke trabajara en el proyecto. Tedi Sarafian se encargó del guion y se eligió a Gale Tattersall para la fotografía. Debido a que MGM no permitiría la representación de una relación bestial en la película, el romance entre Tank Girl y Booga solo se escribió en la segunda o tercera versión del guion, después de que el personaje ya estaba establecido en las mentes de las personas involucradas en la producción. En esta etapa, Booga: «era un personaje y no solo un canguro [así que] ya no era un problema».

### Casting
MGM realizó un casting en Londres, Los Ángeles, y Nueva York para el rol de Tank Girl. Según Talalay, «dos o tres» de las Spice Girls se conocieron durante las audiciones; se puede ver a Victoria Beckham y Geri Halliwell una al lado de la otra en las imágenes del evento. En ese tiempo, hubo escepticismo con respecto a la audición, y Talalay confirmó más tarde que se trataba de un truco publicitario organizado por MGM; Talalay le pidió al estudio que eligiera a una conocida actriz británica, Emily Lloyd. Sin embargo, la directora comenta que despidió a Lloyd después de que ella se negó a cortarse el pelo para el papel. Lloyd, que pasó cuatro meses entrenando para el papel, lo niega y dice que la producción estuvo bien hasta que Talalay descubrió que se estaba quedando en el mismo hotel que Sarafian. Lloyd dice que fue una coincidencia y que apenas habló con Sarafian, y solo pudo especular sobre por qué Talalay posteriormente se volvió «fría con los dos» y luego la despidió, aparentemente por reprogramar su cita con el estilista de la película. Talalay eligió a Lori Petty, actriz estadounidense, porque «está loca en su propia vida y [la película] necesitaba a alguien así». MGM envió un fax a Deadline en el que le solicitaba una lista con su «elenco ideal»; la revista escogió a Malcolm McDowell para ser Kesslee, pero no creyó realmente que MGM lo contactaría. McDowell habló favorablemente sobre su experiencia en el proceso de la película, afirmó que tenía «el mismo gusto» que La naranja mecánica, y elogió a Talalay y Petty. Varias personas, que querían cameos en la película, se acercaron a Talalay, pero la directora no accedió debido a que la producción se vería ensombrecida. Solamente se establecieron dos cameos: a Iggy Pop se le dio el papel de Rat Face y a Björk se le ofreció el de Sub Girl. Más tarde se arrepintió, las escenas de su personaje se reescribieron y el papel se le otorgó a Ann Cusack.

### Rodaje
El rodaje de Tank Girl abarcó 16 semanas, y se realizó en tres ubicaciones; las escenas desérticas se filmaron en White Sands, Nuevo México, el set del club Liquid Silver se construyó en un centro comercial abandonado en Phoenix, Arizona, y todas las escenas restantes se filmaron a 40 millas de Tucson, Arizona. Varias escenas se filmaron en una mina abandonada, donde el rodaje tuvo que detenerse un día debido a una fuga de químicos. Se obtuvo un permiso para filmar las escenas de la tubería de agua en el Museo de Misiles Titán, cerca de la mina, pero el día antes del rodaje, se retiró el permiso. Estas escenas se rodaron, eventualmente, en un túnel en la mina abandonada. El rodaje se completó el 27 de septiembre de 1994, dos días más de lo previsto, aunque dentro del presupuesto original.

### Efectos especiales
En el cómic, los Rippers son considerablemente lo más parecido a un canguro. Sin embargo, Talalay quería unos actores reales en lugar de especialistas con trajes para interpretar a los personajes. Le pidió a Hewlett que rediseñara a los Rippers para hacerlos más humanos y que tengan las expresiones faciales de sus respectivos actores. Se enviaron solicitudes a "todas las personas importantes en maquillaje y efectos", entre ellos Stan Winston, cuyo trabajo incluye las películas de Terminator, Aliens: El regreso y Jurassic Park. Talalay dijo que si bien consideraba que Winston era el mejor, no esperaba recibir noticias suyas. Cuando lo hizo, no pensaba que podría pagar su estudio con su presupuesto. Se organizó una reunión y Winston insistió en que le dieran el proyecto y argumentó que los Rippers serían: «los mejores personajes que hemos tenido la oportunidad de hacer». El estudio de Winston redujo sus precios habituales a la mitad para cumplir con el presupuesto de la película. En total, ocho Rippers se presentaron en la película: a la mitad se les asignaron papeles principales, mientras que a los demás se les dejó en un segundo plano. Cada Ripper tenía orejas y colas articuladas que se activaban por control remoto, y de fondo también portaban hocicos mecánicos que podían activarse por ese medio o por el movimiento de la boca de los actores. El maquillaje de cada Ripper tardó unas cuatro horas en aplicarse. Se requirieron tres técnicos del estudio de Winston para trabajar en las articulaciones de los personajes durante el rodaje; no se utilizaron marionetas ni efectos digitales para los Rippers.
El tanque que se usó para la película fue un modelo M5A1 Stuart modificado. El artefacto se adquirió por parte del gobierno de Perú unos 12 años antes del rodaje y se utilizó previamente en otras películas. Entre las numerosas modificaciones realizadas para Tank Girl, el cañón antitanque de 37 mm estaba cubierto con un asta de bandera modificada para dar la apariencia de un cañón de 105 mm. También se le agregó un Cadillac Eldorado 1969 completo al tanque, con una sección en la parte trasera y el guardabarros en la parte delantera.

### Posproducción
Uno de los trajes de los Rippers, que incorpora una prótesis de pene, fue creado para Booga y se usó en una escena poscoital, eliminada de la versión final de la película por insistencia del estudio. Deborah Cartmell describió la escena poscoital de la versión final, que presenta a Booga completamente vestido, como «cuidadosamente editada». En contra de la intención de Talalay, el estudio hizo varias otras ediciones de la película. La escena en la que Kesslee tortura a Tank Girl se cortó drásticamente con el argumento de que era «demasiado fea». También se cortó una escena que muestra la habitación de Tank Girl decorada con docenas de consoladores, y una escena en la que coloca un condón en un plátano antes de arrojárselo a un soldado. El papel de Sub Girl originalmente tenía la intención de ser más grande; al menos dos escenas con el personaje se eliminaron de la película, entre ellas su aparición en el final original. El estudio cortó dicho final, una escena de acción en vivo en la que comienza a llover; la película debía terminar con Tank Girl eructando.

## Banda sonora
La cantante Courtney Love fue la encargada de coordinar la banda sonora de la película, mientras que Graeme Revell compuso la música original. La banda de Love, Hole, contribuyó con la canción «Drown Soda». Originalmente, se suponía que Greg Graffin, del grupo Bad Religion, cantaría «Let's Do It, Let's Fall in Love» con Joan Jett, pero debido a restricciones contractuales Paul Westerberg, de the Replacements, tomó su lugar. Devo grabó una nueva versión de su canción «Girl U Want» específicamente para la película, ya que eran grandes fanáticos del cómic. El tema se reproduce en la secuencia de apertura de la película, con la voz de Jula Bell, del grupo Bulimia Banquet; esta versión está presente en la película, mas no en la banda sonora. También se encuentra la canción de Björk «Army of Me», que apareció antes de su estreno como sencillo. Debido al fracaso de taquilla de la película, tanto Björk como su sello decidieron no usar imágenes de la película en el video musical que acompaña a la canción.
El tema «Mockingbird Girl» de Magnificent Bastards (proyecto paralelo de Scott Weiland) se grabó específicamente para el álbum después de que Love se acercó a Weiland para preguntarle si le gustaría contribuir con una canción. En Estados Unidos, alcanzó el puesto número 27 en la lista Mainstream Rock y el número 12 en la cartelera Modern Rock Tracks. La canción de la banda Beowülf, «2¢», también aparece en la película; Talalay presionó a Restless Records para que la canción se incluyera en la banda sonora, pero no lo consiguió. En cambio, dirigió el video musical de la canción, que incluye imágenes animadas y en vivo de la película.
La banda sonora se estrenó el 28 de marzo de 1995 a través de Warner Bros. Records y Elektra Records. Logró posicionarse en el puesto 72 en la lista Billboard 200. En la siguiente semana, la revista New York escribió que la banda sonora recibió más atención que la propia película. Sin embargo, Ron Hancock, de Tower Records, declaró que las ventas del álbum fueron decepcionantes y lo atribuyó al fracaso financiero de la película. Owen Gleiberman habló favorablemente con respecto a la banda sonora, así como Laura Barcella, quien escribió en su libro, The End, que el álbum se representa como el «quién es quién del rock femenino de los noventa». Stephen Thomas Erlewine, de Allmusic, afirmó que el disco es «mucho mejor que la película», y le otorgó tres estrellas sobre cinco.
| N.º                   | Título                            | Artista(s)                  | Duración |  |
| 1.                    | «Ripper Sole»                     | Stomp!                      | 1:42     |  |
| 2.                    | «Björk»                           | Björk                       | 3:56     |  |
| 3.                    | «Girl U Want»                     | Devo                        | 3:51     |  |
| 4.                    | «Mockingbird Girl»                | The Magnificent Bastards    | 3:30     |  |
| 5.                    | «Shove»                           | L7                          | 3:11     |  |
| 6.                    | «Drown Soda»                      | Hole                        | 3:50     |  |
| 7.                    | «Bomb»                            | Bush                        | 3:23     |  |
| 8.                    | «Roads»                           | Portishead                  | 5:04     |  |
| 9.                    | «Let's Do It, Let's Fall in Love» | Joan Jett y Paul Westerberg | 2:23     |  |
| 10.                   | «Thief»                           | Belly                       | 3:12     |  |
| 11.                   | «Aurora»                          | Veruca Salt                 | 4:03     |  |
| 12.                   | «Big Gun»                         | Ice-T                       | 3:54     |  |
| Duración total: 41:58 |                                   |                             |          |  |

### Otras canciones
- «B-A-B-Y» de Rachel Sweet[46]
- «Big Time Sensuality» de Björk[46]
- «Blank Generation» de Richard Hell & the Voidoids[46]
- «Disconnected» de Face to Face[47]
- «Shipwrecked» de Sky Cries Mary[46]
- «Theme from Shaft» de Isaac Hayes[11]
- «2¢» de Beowülf[46]
- «Wild, Wild, Thing» de Iggy Pop[46]

## Recepción

### Comercial y estreno

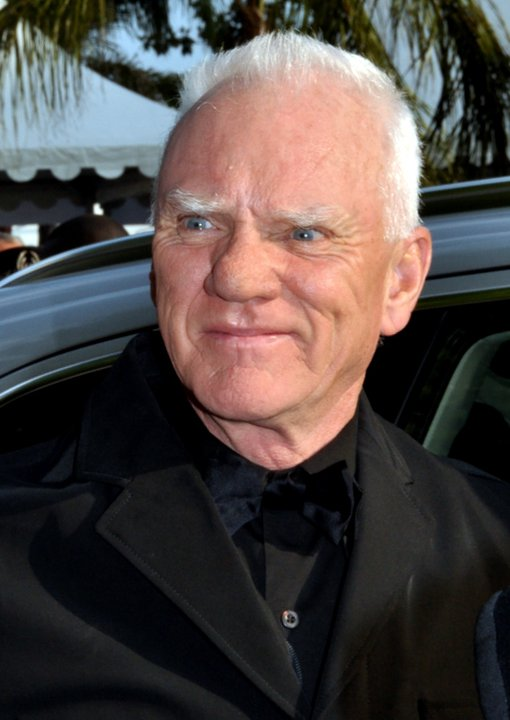
Malcolm McDowell, que interpretó al villano de la película Kesslee, en 2011

Tank Girl se estrenó en el Teatro Mann Chinese el 30 de marzo de 1995. Aproximadamente 1500 personas asistieron a la proyección, entre ellas Talalay, Petty, Ice-T, McDowell, Watts y varios otros actores de la película, así como Rebecca De Mornay, Lauren Tom, Brendan Fraser y Jason Simmons. Los hombres vestidos con trajes de W&P repartieron botellas de agua mineral y las mujeres con trajes del club Liquid Silver repartieron cigarrillos de caramelo y collares de Tank Girl. Cerca de 400 personas asistieron a la fiesta posterior oficial celebrada en el Hollywood Roosevelt Hotel. La película se exhibió en los cines estadounidenses al día siguiente.
Tank Girl se vio en 1341 cines de Estados Unidos, con ganancias de 2,018,183 USD en su primer fin de semana, y $2,684,430 USD al final de la primera semana de lanzamiento. Al final de su segunda semana, Tank Girl ganó solamente 3,668,762 USD. Finalmente, su recaudación en Estados Unidos fue de $4,064,495 USD. En otros países, la película obtuvo aproximadamente 2,000,000 USD que se sumaron al total, contra un presupuesto de 25 millones USD.

### Crítica
El portal de reseñas Rotten Tomatoes sitúo el nivel de aprobación de Tank Girl en un 38 %, de acuerdo con 42 reseñas y una crítica consensuada que señala: «Aunque poco convencional, Tank Girl no es particularmente inteligente ni atractiva, y ninguna de las copiosas frases del guión tiene un toque real». Por otro lado, el sitio web Metacritic le asignó una puntuación de 46 sobre 100 basada en 23 reseñas, lo que significa una recepción crítica «variada o promedio».  La empresa de investigación de mercados CinemaScore le otorgó a la película una nota de «B».
Lamar Hafildason, de la BBC, le otorgó una estrella sobre cinco y declaró: «Lamentablemente, la BBC no paga por reseñas de una sola palabra. Si lo hiciera, entonces esta se leería simplemente: "aburrida"». En 2001, Matt Brunson, de Creative Loafing, le dio a la película una estrella y media sobre cuatro, y dijo que su banda sonora y la visión de la carrera temprana de Naomi Watts fueron sus únicas cualidades. Por su parte, Jonathan Rosenbaum entregó una reseña moderadamente positiva y concluyó que: «a menos que seas un chico preadolescente que odia a las chicas, [la película] es mucho más divertida que Batman Forever».
Roger Ebert le otorgó dos estrellas sobre cuatro. Si bien elogió la ambición de la película, concluyó que era difícil preocuparse por ella mientras su «energía maníaca» lo agotara. Janet Maslin hizo comentarios similares sobre el impacto del estilo exagerado de la película. Su reseña también criticó la trama «sin sentido» de la película, aunque elogió las actuaciones de McDowell y Petty. Owen Gleiberman dijo que la actuación de Petty fue la única parte buena de la película, que calificó de «amateur», y le asignó una nota de «C-». Leonard Klady, de la revista Variety, comentó que Petty «tiene el valor pero, lamentablemente, no el corazón de la heroína postapocalíptica», y también afirma que la película carecía de una historia atractiva para unir sus elementos intrigantes.
Las reseñas recientes de Tank Girl fueron más positivas. En 2015, Elizabeth Sankey dijo que si bien los problemas de la trama y la continuidad dejaron la película «tremendamente defectuosa», todavía no pudo evitar amarla, además de elogiar su banda sonora y su vestuario. Sankey también aplaudió la actuación de Petty, al igual que el personaje de Tank Girl. En 2020, Megan Carpentier, de NBC News, le dio una reseña positiva y comentó que se adelantó demasiado a su tiempo y atribuyó su mala recepción inicial a sus temas feministas, que inquietaban a todos los productores y ejecutivos masculinos lo suficiente como para hacer grandes recortes en la película, y tampoco atrajo a la mayoría de los críticos de cine masculinos en ese momento. Ese mismo año, Jef Rouner, de San Francisco Chronicle, calificó a Tank Girl como la película de cómics más subestimada, aparte de elogiar su estilo, la actuación y la química entre Petty y McDowell. mientras que Cheryl Eddy, de Gizmodo, la describió como una película «divertida» que «hace mucho tiempo que compensó su tibia taquilla al convertirse en una sensación de culto».

### DVD
Tank Girl se publicó en formato DVD a través de MGM el 25 de junio de 2001. Aaron Beierle, de DVD Talk, le otorgó tres estrellas y media sobre cinco por su calidad de audio y video, y media estrella por su contenido especial debido a que solamente incluye el tráiler original.
La compañía Shout! Factory adquirió los derechos de varias películas de MGM, entre ellas Tank Girl, y posteriormente lanzó una versión en Blu-ray para Estados Unidos el 19 de noviembre de 2013. El contenido especial incluye el tráiler, un metraje detrás de cámaras, comentarios por parte de Petty y Talalay, y entrevistas con Talalay, Petty y Hardwicke. Jeffrey Kauffman, de Blu-ray.com, le dio cuatro estrellas sobre cinco por su calidad de audio y video, y tres estrellas por su contenido especial. Por su parte, M. Enois Duarte, de High-Def Digest, le entregó tres estrellas y media sobre cinco por su calidad visual, cuatro estrellas por su calidad de audio, y dos estrellas y media por su contenido especial.

## Legado

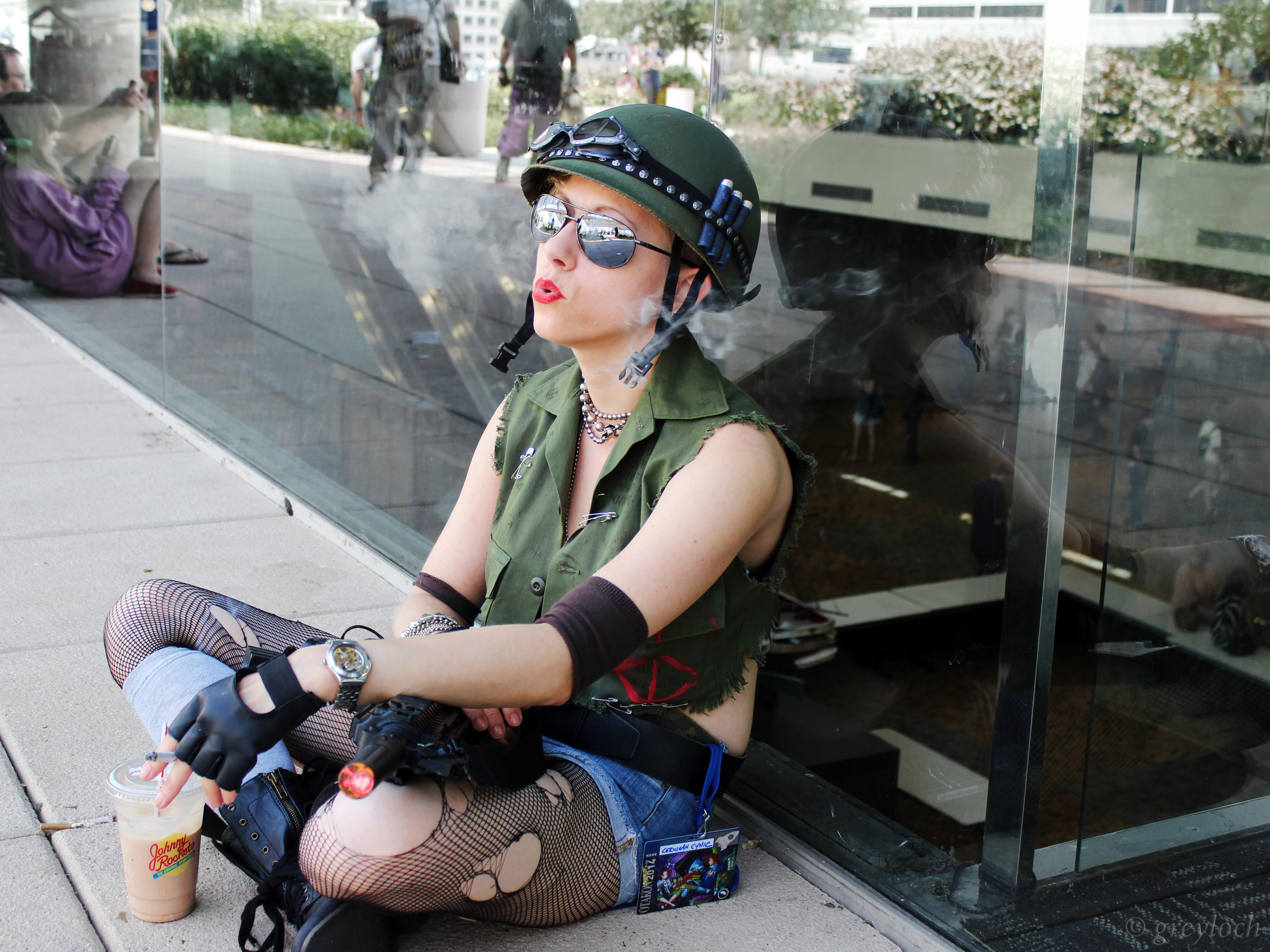
Un cosplayer de Tank Girl en 2014.

Para superar su fracaso de lectores, Deadline presentó a Tank Girl en su portada muchas veces en 1994 y 1995 en anticipación al estreno de la película. Posteriormente, Tom Astor dijo sobre el lanzamiento de la película: «fue muy útil, pero no compensó la diferencia, perdió algo de su atractivo de culto sin ganar credibilidad en la corriente principal». La revista dejó de publicarse a finales de 1995. Desde entonces, Martin y Hewlett han hablado negativamente con respecto a sus experiencias al crear la película, y comentaron que fue «un poco doloroso» para ellos. Hewlett recordó que: «el guión era pésimo, Alan y yo seguimos reescribiendo y añadiendo chistes de Grange Hill y Benny Hill, y obviamente no lo entendían. Se olvidaron de filmar diez escenas importantes, así que tuvimos que animar eso [...] fue una experiencia horrible». Talalay se quejó de que el estudio interfiriera significativamente en la historia, el guion y la sensación de la película. Afirma que estuvo «sincronizada» y en buenos términos con Martin y Hewlett hasta que el estudio hizo importantes ediciones en la película, sobre los que no tenía control.
Peter Milligan escribió una adaptación en 1995, y al año siguiente, Martin Millar publicó una novelización de la película. En julio de 1995, se informó que Ocean Software adquirió los derechos para crear adaptaciones en videoconsola de la película, aunque no se lanzó ningún juego. En 2008, Talalay negoció con Sony para obtener una licencia para dirigir un reboot de Tank Girl. Se dijo que la obtención de los derechos era un proceso difícil, debido a cuestiones legales de propiedad relacionadas con la adquisición de MGM y United Artists por parte de Sony y otras empresas.
A pesar del fracaso de taquilla, Tank Girl logró un seguimiento de culto. La versión de Petty de Tank Girl sigue siendo un personaje popular en los eventos de cosplay. El video musical de Avril Lavigne para su sencillo «Rock n Roll» le rinde homenaje a Tank Girl. Megan Carpentier declara que Tank Girl ejerce una fuerte influencia en la estética de la película de 2020 Aves de presa, y también especuló sobre su influencia en producciones como The Matrix Reloaded, Mad Max: Fury Road y en el personaje de Hit-Girl en Kick-Ass. Durante su entrevista incluida en el lanzamiento en Blu-ray de la película en 2013, se le preguntó a Petty por qué cree que la película todavía resuena entre los fanáticos, a lo que respondió: «No hay una fórmula que explique por qué Tank Girl es tan fabulosa y por qué a la gente le encanta mucho [...] Era única, era nueva, era fresca, estaba muy adelantada a su tiempo, y estoy feliz de que siempre la tendré». Luke Buckmaster, de la BBC, incluyó la película en su lista de 2015 de las «diez películas de superhéroes más extrañas» y afirmó que: «en su mejor momento, la directora Rachel Talalay captura una ostentosa vibra estilo steampunk que resulta extrañamente adictiva».
Se informó en septiembre de 2019 que un reboot de la película se encuentra en desarrollo de la mano de la compañía de producción de Margot Robbie, LuckyChap Entertainment, quien adquirió los derechos de MGM.